# Database publishing
Database publishing is een manier om gegevens te publiceren uit een database. Het betreft gegevens die worden onderhouden in een database, waarbij hoge eisen worden gesteld aan de kwaliteit van de opmaak in de uitvoer. Hierbij kunnen publicaties in verschillende vormen worden geproduceerd bijvoorbeeld als drukwerk of als webpagina. 
Er kan gebruik gemaakt worden van verschillende databases om de gegevens voor te bereiden en te onderhouden. Ook kunnen spreadsheets worden gebruikt als basis voor de automatische opmaak.
Voor het voorbereiden van drukwerk wordt gebruikgemaakt van document publishing software of desktop publishing software. In de praktijk wordt database publishing toegepast voor automatische opmaak van onder meer catalogi, prijslijsten, folders, telefoonboeken, adreslijsten en dienstregelingen.
Database publishing-toepassingen maken steeds meer gebruik van XML, waarbij vorm en inhoud gespecialiseerde software gebruikt die kan helpen bij het maken van dynamische sjablonen waarbij de vormgeving in een sjabloon of een stylesheet (stijlblad) wordt vastgelegd. 
Het onderhouden van de gegevens kan op verschillende manieren worden gerealiseerd. Het komt veel voor dat gebruik wordt gemaakt van bestaande ERP systemen voor het onderhouden van artikelgegevens en prijzen. Deze artikelgegevens kunnen worden aangevuld met plaatjes, duidelijk beschrijvingen en vertalingen. Hiervoor kan gebruik worden gemaakt van een spreadsheet, een publicatie database of een content management systeem. Er zijn diverse merken software voor database publishing op de markt.